# Alexandru Muravschi
Alexandru Muravschi (n. 30 septembrie 1950) este un om politic din Republica Moldova, care a îndeplinit funcția de viceprim-ministru, ministru al economiei și reformelor (1999) în Guvernul Ion Sturza.

## Biografie
Alexandru Muravschi s-a născut la data de 30 septembrie 1950. Este doctor în economie. A fost desemnat ca reprezentat al Republicii Moldova la Adunarea Parlamentară a Consiliului Europei (25 septembrie 1995 - 22 iunie 1998), fiind propus de către Partidul Democrat Agrar din Moldova. În 1997 a deținut funcția vicepreședinte al Consiliului Europei.
La alegerile parlamentare din martie 1998, a fost ales ca deputat în Parlamentul Republicii Moldova pe lista Blocului electoral "Pentru o Moldovă Democratică și Prosperă". La data de 12 martie 1999 a fost numit în funcția de viceprim-ministru, ministru al economiei și reformelor în Guvernul Ion Sturza, demisionând din parlament la 26 martie 1999. A deținut funcția de ministru până la 12 noiembrie 1999. În periodă 2000-2005 a deținut funcția de director al Departamentului legislație și politici agrare din cadrul Programului de Asistență a Fermierilor Privați (PAFP).
În prezent deține funcția de Adjunctul Șefului de Echipa Proiectului TACIS "Suport ÎMM in zona rurală".